# Élmer Mendoza

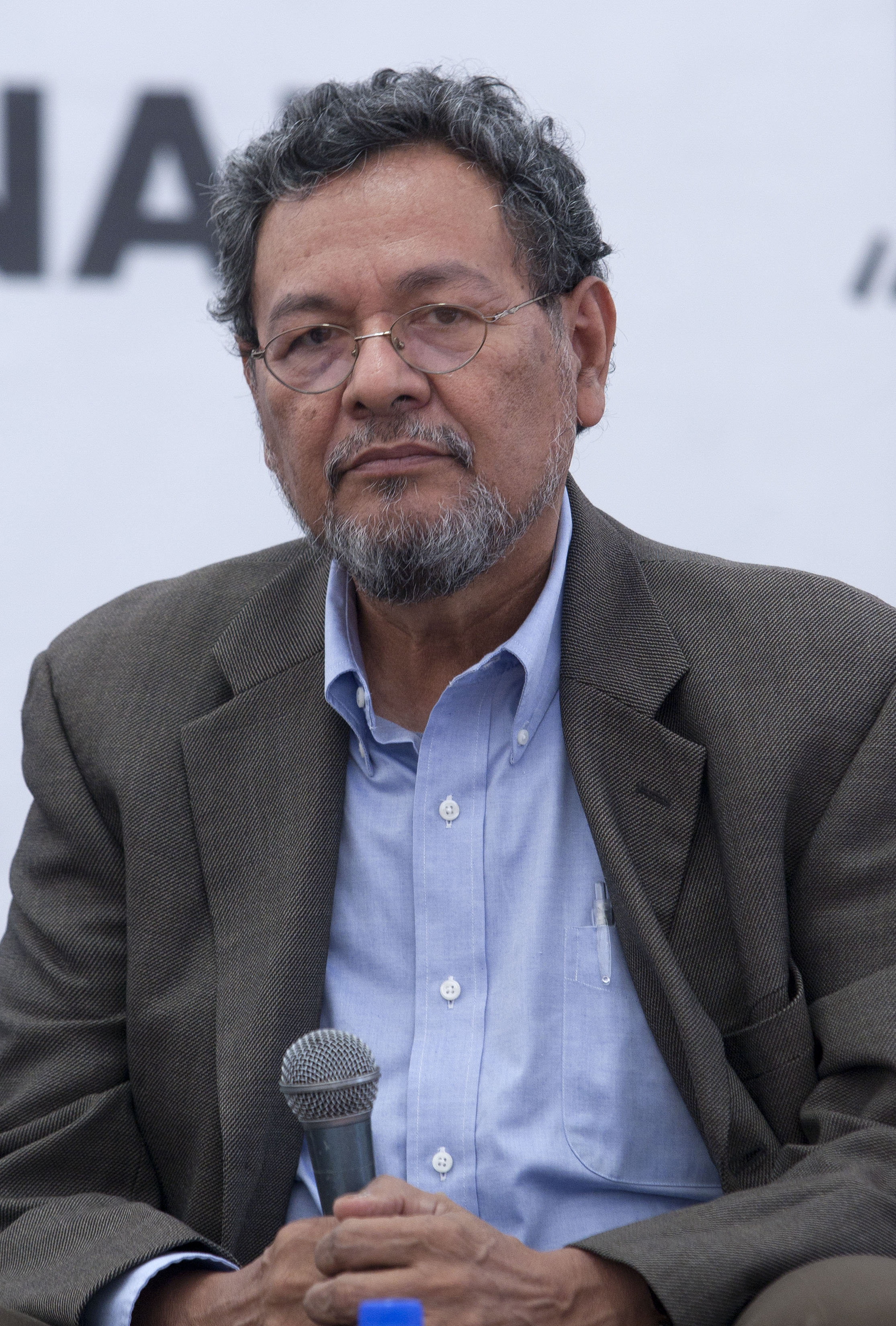
Élmer Mendoza (2013)

Élmer Mendoza (* 6. Dezember 1949 in Culiacán, Sinaloa, Mexiko) ist ein mexikanischer Schriftsteller. 2010 hatte er einen Lehrstuhl in Literatur an der Universidad Autónoma de Sinaloa inne. Mendoza ist ein Förderer von kulturellen Einrichtungen und des Lesens.
In seinen Erzählungen nimmt Mendoza, der aus dem ärmeren Viertel von Culiacán stammt, oft Bezug auf seine Geburtsstadt, indem er ihre Örtlichkeiten in die Handlungen einbezieht. Held seiner Kriminalromane über den Drogenkrieg in Sinaloa ist der Detektiv 'Zurdo' Mendieta, der einen Mehrfrontenkrieg zwischen Drogenkartell, korrupter lokaler und Bundespolizei führt. In seinem realistischen Stil und Inhalt ähnelt er den Romanen Don Winslows.

## Werke

### Sammlungen von Erzählungen
- Mucho qué reconocer. B. Costa-Amic Editor, 1978.
- Trancapalanca. DIFOCUR, 1989.
- El amor es un perro sin dueño. Patronato Cultural Iberoamericano, 1992.

### Romane
- El amante de Janis Joplin. Editorial Tusquets, Mexico, D.F., Mexiko. 2001.
- La prueba del ácido. Editorial Tusquets, Mexico, D.F., Mexiko. 2010.
  - deutsch: Das pazifische Kartell. Kriminalroman. Suhrkamp, Berlin 2012, ISBN 978-3-518-46307-9.
- El misterio de la orquídea Calavera. Editorial Tusquets, Mexico, D.F., Mexiko 2014.
- Besar al detective, Editorial Tusquets Mexico, D.F., 2015
- Asesinato en el Parque Sinaloa, Grupo Editorial Penguin Random House, 2017

### Darstellungen des Drogenhandels
- Cada respiro que tomas. 1992.
- Buenos muchachos. 1995.
- Un asesino solitario. Roman. Colección Andanzas, 1999.

### Theaterstücke
- El viaje de la tortuga Penza Rosa.

### In deutscher Sprache
- Silber. (Balas de plata), aus dem Spanischen von Matthias Strobel. Suhrkamp Taschenbuch, Berlin 2010, ISBN 978-3-518-46187-7.[1]

## Auszeichnungen
- 2002: Premio Nacional de Literatura José Fuentes Mares für El amante de Janis Joplin.
- November 2007: III. Preis Premio Tusquets de Novela für Balas de Plata.